# Tyrel
Pour les articles homonymes, voir Tyrell.
Pour plus de détails, voir Fiche technique et Distribution.
Tyrel est un film dramatique américain écrit et réalisé par Sebastián Silva, sorti en 2018. Il met en vedette Jason Mitchell, Christopher Abbott, Michael Cera, Caleb Landry Jones et Ann Dowd.
Il est présenté en première mondiale au festival du film de Sundance 2018.

## Fiche technique
- Titre original : Tyrel
- Titre français : Tyrel
- Réalisation : Sebastián Silva
- Scénario : Sebastián Silva
- Photographie : Alexis Zabe
- Montage : Sofia Subercaseaux
- Musique :
- Pays d'origine : États-Unis
- Langue originale : anglais
- Format : couleur
- Genre : drame
- Durée : 86 minutes
- Dates de sortie :
  - États-Unis : 20 janvier 2018 (festival du film de Sundance)
  - États-Unis : 5 décembre 2018

## Distribution
- Jason Mitchell : Tyler
- Christopher Abbott : Johnny
- Michael Cera : Alan
- Caleb Landry Jones : Max
- Roddy Bottum : Dylan
- Michael Zegen :
- Ann Dowd :
- Philip Ettinger :
- Reg E. Cathey